# 中野小路たかまろ
中野小路 たかまろ（なかのこうじ たかまろ、1951年3月12日 -）は、新潟県を拠点に活動しているローカルタレントで漫談師。元警察官。新潟県阿賀町（旧津川町）生まれ。本名は中野 隆（なかの たかし）で、本名とファンだった綾小路きみまろから「中野小路たかまろ」という芸名を作り、衣装も自分で考えて作った。毒舌漫談家で、中高年世代が持つ人生の悲哀をユーモラスに語るのが特徴である。

## 概要
新潟県警察に長年勤務し、交通部門や地域部門を勤めた。
渋谷暴動事件で殉職した警察官とは同期だった。
退職前の3年間に安全教育係として各方面に講習会に行っていた際、笑いと新潟弁を取り入れた講習会をしたところ評判がよかったことが漫談師になるきっかけとなった。
現在は、漫談師として交通安全の相撲甚句や防犯漫談を地域の講演会などで披露している他、ラジオ番組も担当している。
2013年（平成25年）から、新潟県の防犯アドバイザーを務めている。また、阿賀町観光大使も務めている。

## 出演番組
- 『たかまろ&ひろえの痛快楽笑ラジオ』BSNラジオ（毎週日曜日16:00 - 17:00）レギュラー